# Placca del Madagascar
La placca del Madagascar o placca malgascia era un tempo collegata al supercontinente Gondwana e successivamente alla placca indo-australiana.
L'attività di rifting nel bacino della Somalia ebbe inizio circa 300 milioni di anni fa verso la fine del Carbonifero, come parte del sistema di rift della grande provincia ignea del Karoo-Ferrar. L'inizio della frantumazione della Gondwana e della formazione di faglie trasformi lungo la zona di frattura di Davie, avvenne nel Toarciano (circa 182 milioni di anni fa) in seguito all'eruzione del mantle plume di Bouvet (Karoo). In questo periodo la porzione orientale della Gondwana, che comprendeva le placche antartica, Madagascar, indiana e australiana, cominciò a staccarsi dalla placca africana. La Gondwana est cominciò a frammentarsi circa 120-115 milioni di anni fa quando l'India cominciò a muoversi verso nord. Successivamente, tra 95 e 84 milioni di anni fa il processo di rifting separò le Seychelles e l'India dal Madagascar.
Fin dalla sua formazione, la placca del Madagascar si è mossa grosso modo in congiunzione con l'Africa, per cui non è ancora chiaro se la placca del Madagascar debba essere considerata una placca a sé stante.

## Composizione della Gondwana
Il Madagascar era precedentemente situato nella zona centrale del supercontinente Gondwana. Contiene parti risalenti all'orogenesi dell'Africa orientale, che si formarono tra il Neoproterozoico e il Cambriano durante la composizione della Gondwana. Questo ha avuto una notevole influenza sulla geologia del Madagascar centrale e settentrionale.
L'intera isola può essere suddivisa in quattro unità tettoniche e geologiche: il blocco di Antongil, il blocco di Antananarivo, la cintura di Bekily a sud e la cintura di Bemarivo nell'estremo nord.
- Il blocco di Antongil è caratterizzato da gneiss risalenti a 3,2 miliardi di anni fa, intrusi da granito che ha subito un metamorfismo in scisto verde.
- Il blocco di Antananarivo contiene gneiss di 2,5 miliardi di anni con strati di granitoidi più recenti e gabbro. È stato metamorfizzato a condizioni di facies granulitica.
- La cintura di Bemarivo contiene due regioni, gneiss metasedimentari a sud e duomi granitici a nord.
- La cintura di Bekily è composta di protoliti prevalentemente sedimentari, granulite e gneiss ad alto grado di anfibolite.

I blocchi nella parte settentrionale dell'isola sono composti di materiale cratonico dell'Archeano. Il blocco di Antongil è stato collegato alla formazione di Dharwar in India, anche se il blocco di Antananarivo è stata troppo pesantemente alterato per poter essere collegato facilmente ad un altro continente.
La parte centrale dell'isola contiene metasedimenti delle piattaforme continentali africana e indiana. Questo è il gruppo di Itremo, che contiene anche intrusioni di materiale dal blocco di Antongil. Lo strato di Itremo fu deformato durante l'amalgamazione del Madagascar circa 700 milioni di anni fa, e ora contiene pieghe verso l'alto, faglie inverse divergenti e faglie trascorrenti.

## Rifting
La placca del Madagascar subì due importanti eventi di rifting durante la fratturazione della Gondwana. Dapprima si separò dall'Africa, circa 160 milioni di anni fa, poi dalle Seychelles e dall'India, tra 90 e 66 milioni di anni fa.
Il primo evento di rifting, la separazione dalla Somalia e dal resto dell'Africa, provocò uno spostamento lungo la dorsale di Davie, nel canale del Mozambico a ovest dell'isola, una faglia trasforme ora estinta. Il rifting è associato anche a una importante deformazione e a vulcanismo nel Cretacico superiore e nel Cenozoico (dall'Eocene al Miocene).
La seconda separazione causò vulcanismo nella parte meridionale dell'isola come pure più a sud nell'isola del Principe Edoardo. Il vulcanismo associato a questo rifting fu così intenso che si pensa che nel Cretacico superiore il Madagascar possa essere stato completamente ricoperto da un plateau basaltico. Fu a questo punto, verso la fine del Cretacico, che il Madagascar si trovò completamente isolato da ogni altro continente.

## Tettonica attuale
Il Madagascar è tuttora sismicamente e vulcanicamente attivo. L'area più attiva dal punto di vista sismologico si trova al di sotto del plateau di Ankaratra, al centro dell'isola, dove si sono registrati terremoti di magnitudine 5,2 e 5,5 nel 1985 e nel 1991. Anche e il rift di Aloatra-Ankay, a nord del plateau è sismicamente attivo, come pure la dorsale di Davie al largo della costa, che rappresenta un'estensione del rift dell'Africa orientale.
Il plateau di Ankaratra contiene un importante campo vulcanico con coni vulcanici e intense emissioni, che è stato attivo tra il Neogene e il Quaternario. Si ipotizza che le isole Comore a nordovest, che recentemente sono diventate attive, siano collegate a un hot spot.
La placca del Madagascar si muove per lo più in congiunzione con la placca africana, per cui secondo alcuni studiosi non dovrebbe essere considerata una placca indipendente.